# Рікла
Рікла (ісп. Ricla) — муніципалітет в Іспанії, у складі автономної спільноти Арагон, у провінції Сарагоса. Населення — 3568 осіб (2010).
Муніципалітет розташований на відстані близько 230 км на північний схід від Мадрида, 46 км на захід від Сарагоси.

## Демографія
Динаміка населення (INE ):